# Bárbara Kinney

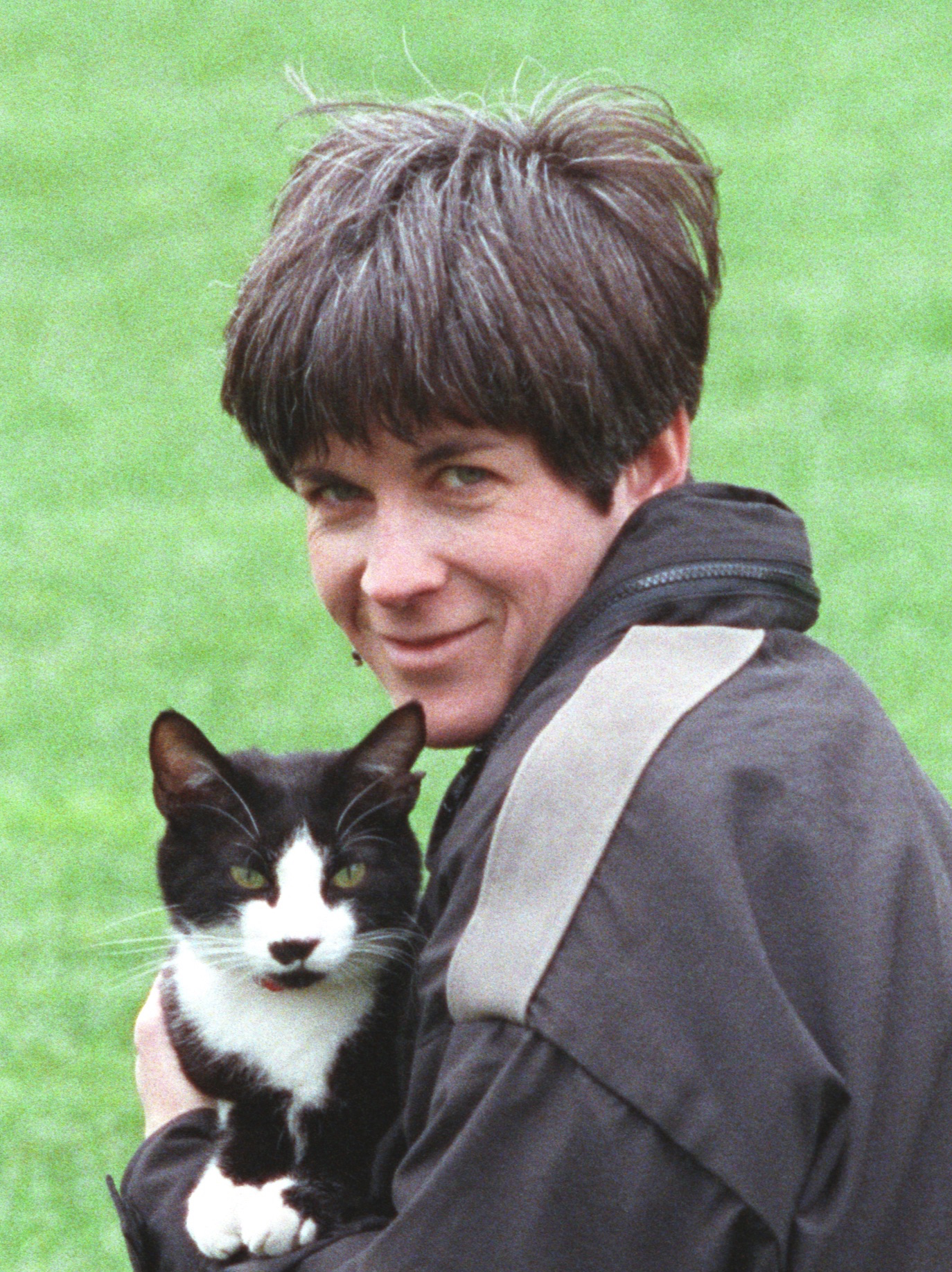
1993

Barbara Kinney é uma fotojornalista americana radicada em Seattle, Washington. Originária de Evansville, Indiana, ela se formou na Allen White School of Journalism da Universidade do Kansas. Sua carreira começou em 1982. Kinney atuou como fotógrafa pessoal do presidente dos EUA, Bill Clinton, durante seis anos de seu mandato. Suas fotografias foram premiadas com o primeiro lugar pela World Press Photo Foundation e foram publicadas em revistas como Time, Newsweek, Life e American Photo, entre outras.  
Antes de seus anos na Casa Branca, Kinney foi editora fotográfica e fotógrafa do USA Today durante os primeiros seis anos do jornal e fotógrafa freelance em Washington de 1989 a 1992.
Kinney deixou a Casa Branca em 1999 e tornou-se editor de entretenimento global da Reuters e ensinou fotografia na American University e na Gallaudet University .  Ela foi mentora em viagens fotográficas da América para a Índia, Irlanda e Israel.  
Kinney serviu como fotógrafo oficial da candidatura presidencial de Hillary Clinton em 2016. 